# Władysław Dobrowolski-Doliwa

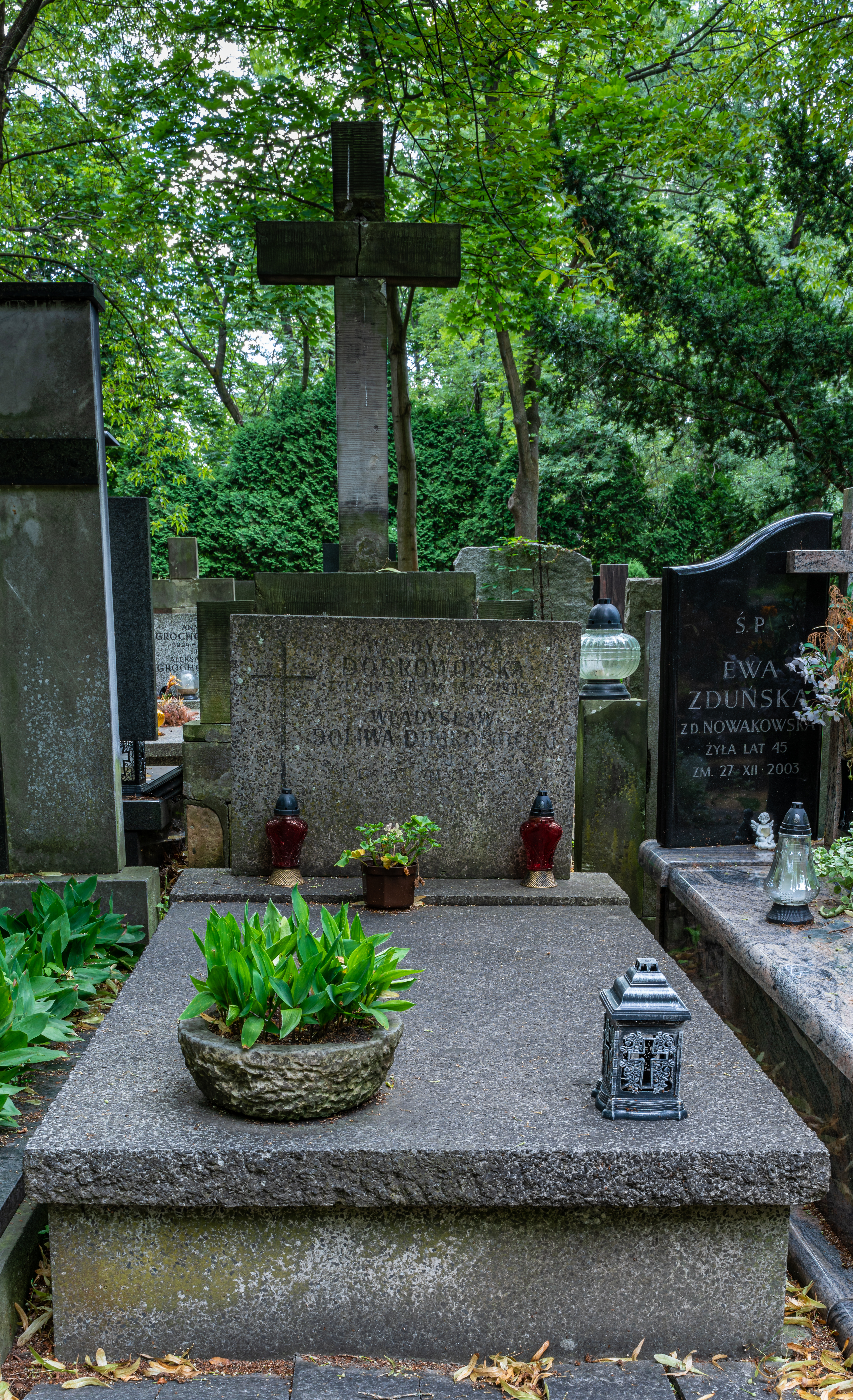
Grób Władysława Dobrowolskiego-Doliwy na cmentarzu Powązkowskim

Dobrowolski-Doliwa Władysław (ur. 8 marca?/20 marca 1870 w Stajkach, zm. 12 kwietnia 1937 we Włocławku) – oficer armii Imperium Rosyjskiego, generał brygady Wojska Polskiego.

## Młodość, służba w carskiej armii
Syn Kazimierza i Walerii z domu Protusewicz. W 1888 roku ukończył Korpus kadetów w Połocku. Po ukończeniu Szkoły Junkrów w Moskwie przydzielony do 29 Brygady Artylerii. Następnie przeniesiony do 30 Brygady Artylerii w 1896 roku i do 40 Brygady Artylerii w 1904 roku. Uczestnik wojny rosyjsko-japońskiej. Od 1909 roku w 43 Brygadzie Artylerii, od 24 lipca 1914 roku walczy na froncie. Od 17 września 1916 roku dowodzi 15 Dywizjonem Artylerii Lekkiej. W armii carskiej służy do demobilizacji w 1918 roku. W 1908 roku uczy się w Oficerskiej Szkole Artylerii w Carskim Siole.

## Służba w WP, późniejsze losy
Po powrocie do Polski początkowo przebywa w Warszawie. W WP od 20 maja 1920 roku początkowo na stanowisku inspektora artylerii Dowództwa Okręgu Generalnego Kielce. Od 20 września 1920 roku dowodzi 4 Brygadą Artylerii Polowej. 1 listopada 1921 przeniesiony w stan spoczynku. 7 listopada 1923 roku zweryfikowany w stopniu generała brygady. Żonaty z Józefą z Protusewiczów, miał dzieci: Leona, Władysławę, Kazimierza, Walerię i Zygmunta. 
Spoczywa na cmentarzu Powązkowskim w Warszawie (kwatera 125, rząd 1, grób 24).

## Awanse
- podporucznik - 1890,
- porucznik - 1894,
- sztabskapitan - 1897,
- kapitan - 1903,
- podpułkownik - 1909,
- pułkownik - 1916 ze starszeństwem z 22 kwietnia 1914 roku,
- generał brygady - 1923 (WP).